# Ачуевское сельское поселение
Ачуевское сельское поселение — муниципальное образование в составе Славянского района Краснодарского края России. 
В рамках административно-территориального устройства Краснодарского края ему соответствует Ачуевский сельский округ.
Административный центр — село Ачуево.

## Население
| 2010 | 2012 | 2013 | 2014 | 2015 | 2016 | 2017 |
| ---- | ---- | ---- | ---- | ---- | ---- | ---- |
| 577  | ↘564 | ↘551 | ↘540 | ↗541 | ↗555 | ↘553 |
| 2018 | 2019 | 2020 | 2021 | 2023 |      |      |
| →553 | ↗560 | ↘546 | ↘538 | ↘528 |      |      |

## Населённые пункты
В состав сельского поселения (сельского округа) входят 2 населённых пункта:
| № | Населённый пункт | Тип населённого пункта | Население (чел.) |
| - | ---------------- | ---------------------- | ---------------- |
| 1 | Ачуево           | село                   | ↘456             |
| 2 | Слободка         | хутор                  | ↗121             |